# Black Channel
Ein Black Channel  ist in der Kommunikationstechnik ein Kommunikationskanal mit ungesicherten oder nicht zur Anwendung passenden Eigenschaften. Er ist das charakteristische Element des Black-Channel-Prinzips, eines Entwurfsmusters, mit dessen Hilfe die Anforderungen der Anwendung an die Kommunikation erfüllt werden können, ohne dass der Kommunikationskanal dies sicherstellt. Es wird z. B. in sicherheitsgerichteten Systemen verwendet, bei denen Kommunikationskomponenten verwendet werden, die die Anforderungen der Anwendung nicht erfüllen.
Für den Entwurf sicherheitsgerichteter Systeme muss die Einhaltung von einschlägigen Normen wie der IEC 61508 nachgewiesen werden. Wenn in solchen Systemen Kommunikationsverfahren – wie zum Beispiel Ethernet – verwendet werden, für die dieser Nachweis nicht möglich ist, kann ersatzweise das „Black Channel“-Prinzip angewendet werden. Hierzu wird üblicherweise zwischen der Sicherheitsanwendung und dem „nichtsicheren“ Standardkommunikationskanal ein Sicherheitsprotokoll integriert, welches dem Sicherheitsniveau des sicherheitsgerichteten Systems entspricht und Übertragungsfehler der darunterliegenden Kommunikationsschichten erkennt und beherrscht. Das heißt, der „nichtsichere“ Übertragungskanal wird durch ein übergeordnetes „sicheres“ Protokoll laufend auf seine Integrität überwacht.
Beispiele für Übertragungsfehler auf Ebene der Protokollpakete im „nichtsicheren“ Kanal sind:
- Wiederholung
- Verlust
- Einfügung
- Falsche Abfolge
- Verfälschung
- Verzögerung
- Vermischung von sicheren und nichtsicheren Telegrammen

Stellt das Sicherheitsprotokoll einen derartigen Fehler fest, wird eine Fehlerreaktion eingeleitet. Im besten Fall kann der Übertragungsfehler noch beherrscht und damit toleriert werden, andernfalls muss die Anlage in einen sicheren Zustand überführt werden, was aber häufig zum Stillstand und damit zu einem Produktivitätsverlust der Anlage führt.
Sicherheitsgerichtete Feldbusprotokolle sind in den Normen IEC 61158 (Basiskommunikation), IEC 61784-2 (Echtzeit-Kommunikation) und IEC 61784-3-18 (Sicherheitsprofil) spezifiziert.